# Louis de Funès
Louis Germain David de Funès de Galarza (wym. [lwi də fy.nɛs]; ur. 31 lipca 1914 w Courbevoie, zm. 27 stycznia 1983 w Nantes) – francuski aktor filmowy, teatralny oraz scenarzysta. Obok Bourvila i Fernandela zaliczany do grona najwybitniejszych komików w historii kinematografii francuskiej. Był jednym z bardziej cenionych artystów tamtejszego kina w drugiej połowie XX wieku.
W 1942 zdał egzamin wstępny do szkoły teatralnej René Simona. Dwa lata później otrzymał rolę w spektaklu L’Amant de paille, a w 1946 zadebiutował na dużym ekranie, występując jako statysta w komedii Kuszenie Barbizona. Przez blisko dwadzieścia lat odgrywał w filmach role drugo- i trzecioplanowe. Pierwszą ważną kreację, którą zwrócił uwagę krytyków, stworzył w komediodramacie Czarny rynek w Paryżu (1956). Sukcesem okazała się też sztuka Oscar (1959), w której zagrał główną rolę. W latach 60. i 70. – dzięki współpracy m.in. z Jeanem Giraultem – występił w szeregu produkcji, które przeszły do historii francuskiej komedii; wśród nich takie tytuły jak: Koko (1963), Żandarm z Saint-Tropez (1964; i kontynuacje z 1965, 1968, 1970, 1979, 1982), trylogia Fantomas (1964, 1965, 1967), Gamoń (1965), Sławna restauracja (1966), Wielka włóczęga (1966), Wielkie wakacje (1967), Zwariowany weekend (1968), Hibernatus (1969), Mania wielkości (1971), Przygody rabina Jakuba (1973), Skrzydełko czy nóżka (1976), Panowie, dbajcie o żony (1978) i Kapuśniaczek (1981).
Jego styl gry aktorskiej cechował się ekspresyjnością, szerokim zakresem mimiki, przesadną gestykulacją, grymasami, okrzykami, podskokami, zniecierpliwieniem, a także wyniosłością, samolubnością i specyficznym chodem. W 1980 został nagrodzony honorowym Cezarem za całokształt twórczości.

## Życiorys

### Młodość i rodzina

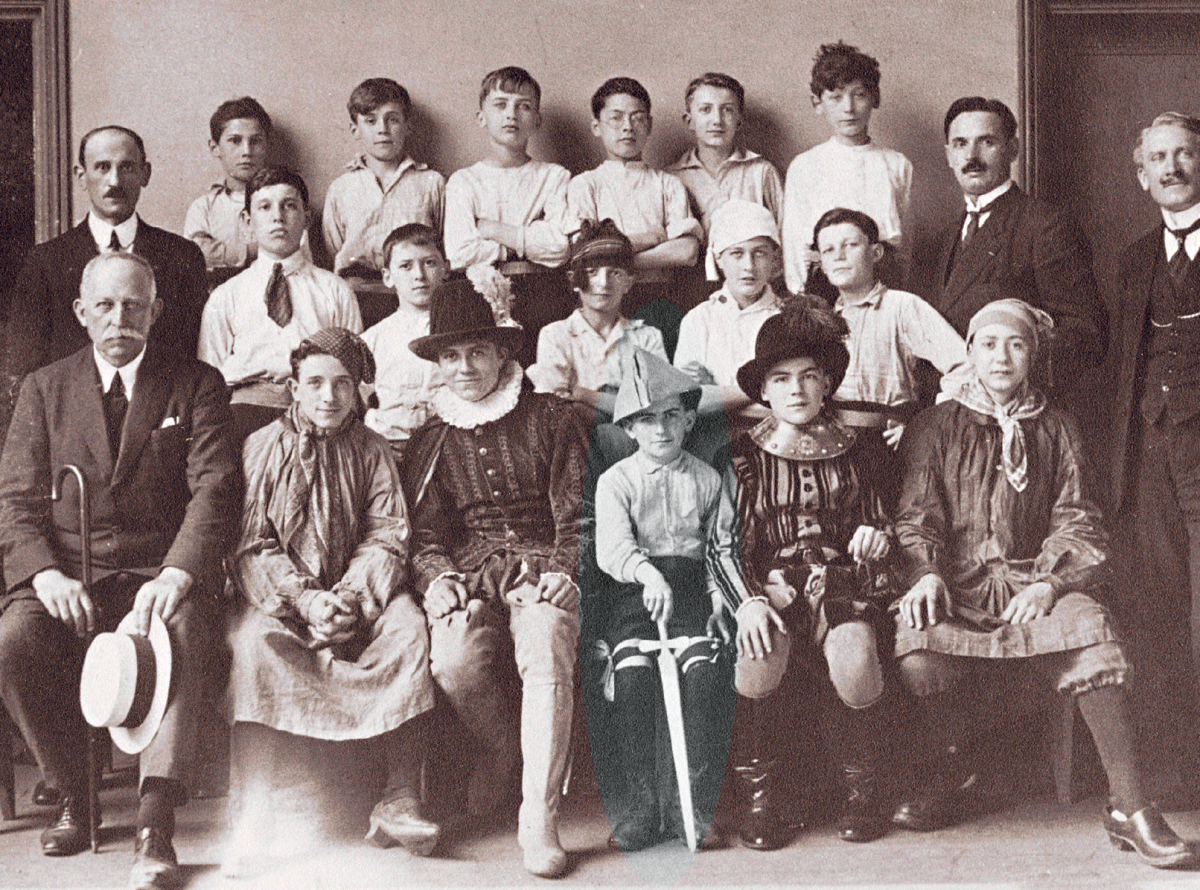
De Funès w pierwszym rzędzie w środku (1920)

Louis Germain David de Funès de Galarza urodził się 31 lipca 1914 w Courbevoie w departamencie Hauts-de-Seine w zubożałej arystokratycznej hiszpańskiej rodzinie, jako trzecie dziecko Carlosa Luisa de Funèsa de Galarza (1871–1934) i Leonor Soto Reguera (1878–1957). Jego rodzice emigrowali do Francji z okolic Sewilli w 1904 po tym, gdy ojciec Leonor Soto Reguera (będący prawnikiem w Madrycie) sprzeciwił się zawarciu przez nich związku małżeńskiego. Osiedlili się w Courbevoie. Miał dwoje starszego rodzeństwa: siostrę Marię Teolindę Leonor Margaritę de Funès (1907–1993) i brata Charlesa (Carlos Teolindo Javier; 1908–1940), który zginął w bitwie o Francję w Rethel 20 maja 1940 podczas II wojny światowej.
Jego ojciec po przybyciu do Francji porzucił adwokaturę i zajął się handlem diamentami. Wyjechał do Wenezueli „w nadziei, że biznes będzie prosperował”. Po kilku latach powrócił do Hiszpanii jako bankrut, gdzie zmarł samotnie na gruźlicę w 1934. Matka zajmowała się pracami domowymi i wychowaniem dzieci. Była choleryczką, która miewała zmienne nastroje, od śmiechu po złość, co w późniejszych latach było jedną z głównych inspiracji dla de Funèsa w jego pracy aktorskiej.

#### Edukacja i praca

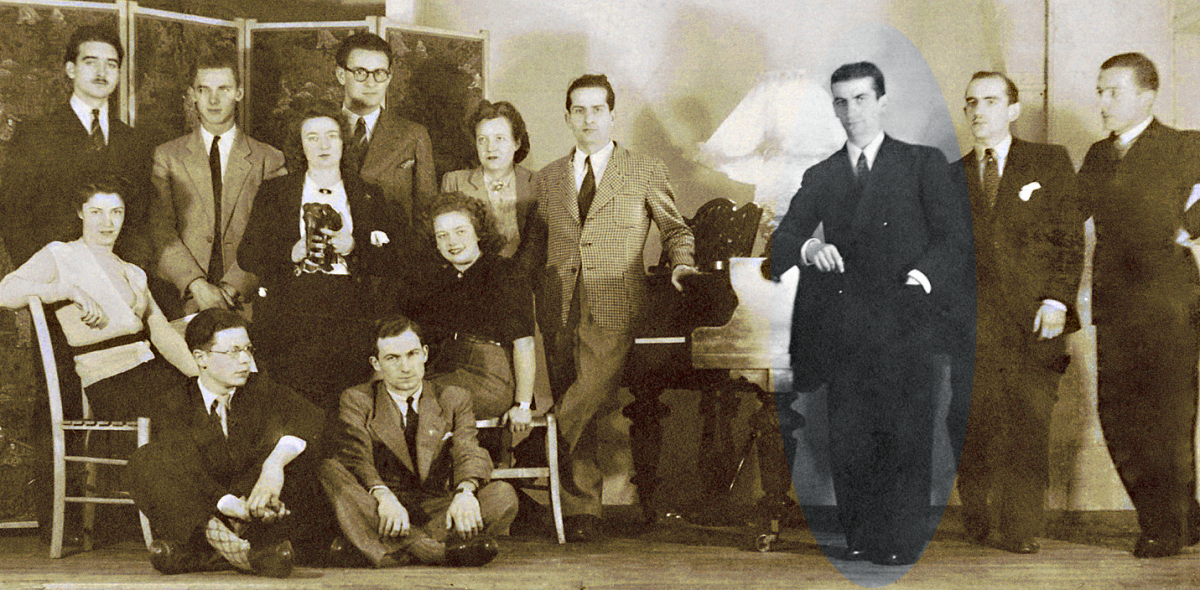
De Funès (stoi trzeci od prawej) w 1932

Od 1920 do 1926 mieszkał wraz z rodzicami i rodzeństwem w posiadłości o powierzchni 4000 m² przy 10 Gilbert Avenue w Villiers-sur-Marne (Dolina Marny). Przez trzy lata uczęszczał do szkoły podstawowej im. Jules’a Ferry’ego w Coulommiers. Zdaniem Bertranda Dicale’a był „marzycielski i małomówny”. Często parodiował i naśladował nauczycieli, wykazywał się także niezdyscyplinowaniem i przejawiał talent sportowy (szczególnie biegi). Od 5. roku życia uczył się gry na pianinie wraz z matką. W późniejszych latach określał ją mianem kobiecej wersji Raimu.
W czerwcu 1926 zadebiutował na scenie, występując jako żandarm w teatrze miejskim w Coulommiers w operze komicznej Le Royal Dindon, wystawianej z okazji 50. rocznicy powstania kolegium im. Jules’a Ferry’ego. Biografowie zwracali uwagę, że już wtedy wyróżniał się wyrazistą gestykulacją. Cztery lata później, w wieku 16 lat, ukończywszy szkołę średnią Lycée Condorcet, za namową starszego brata, który był kuśnierzem, wstąpił do szkoły zawodowej w Paryżu, położonej nieopodal placu Bastylii. Został z niej wydalony z powodu nieodpowiedniego zachowania. Imał się wielu dorywczych prac; był dekoratorem wystaw sklepowych, kreślarzem oraz pomocnikiem księgowego.
Z uwagi na systematyczne zwolnienia z pracy rodzice zapisali go w 1932 do położonej w pobliżu domu szkoły artystycznej École Louis-Lumière, gdzie wybrał sekcję kinową. Uczył się sztuki scenicznej pod kierunkiem Germaine Dulac i zaprzyjaźnił się z Henrim Decaë, który później jako operator filmowy współpracował z nim przy kilku produkcjach. Jego matka chciała, aby został duchownym, lecz de Funès – mimo swej gorliwej wiary katolickiej – będąc zafascynowanym kinem i telewizją, postanowił dalej kształcić się w tym kierunku.

### Lata 40.

#### Występy sceniczne

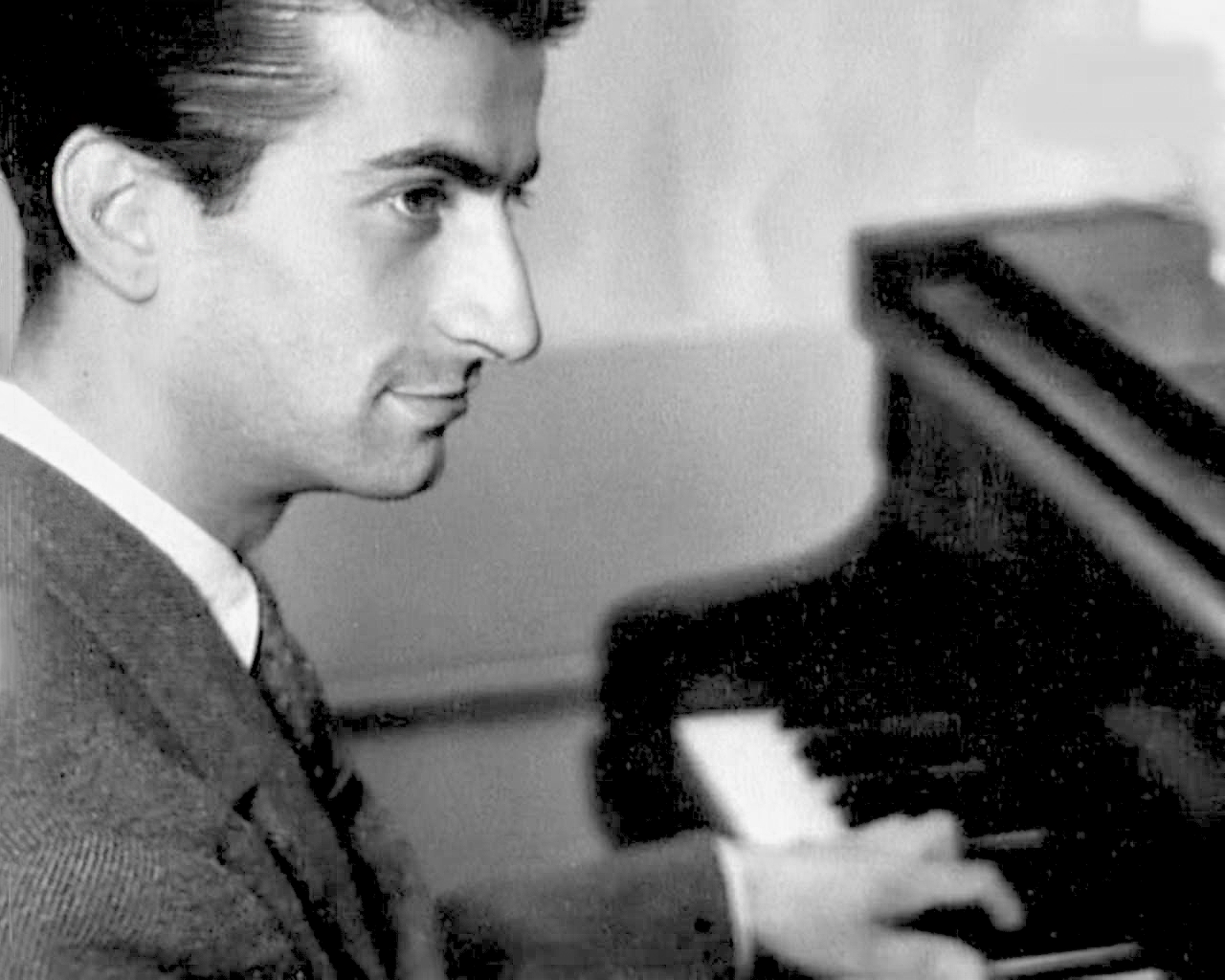
De Funès (1943)

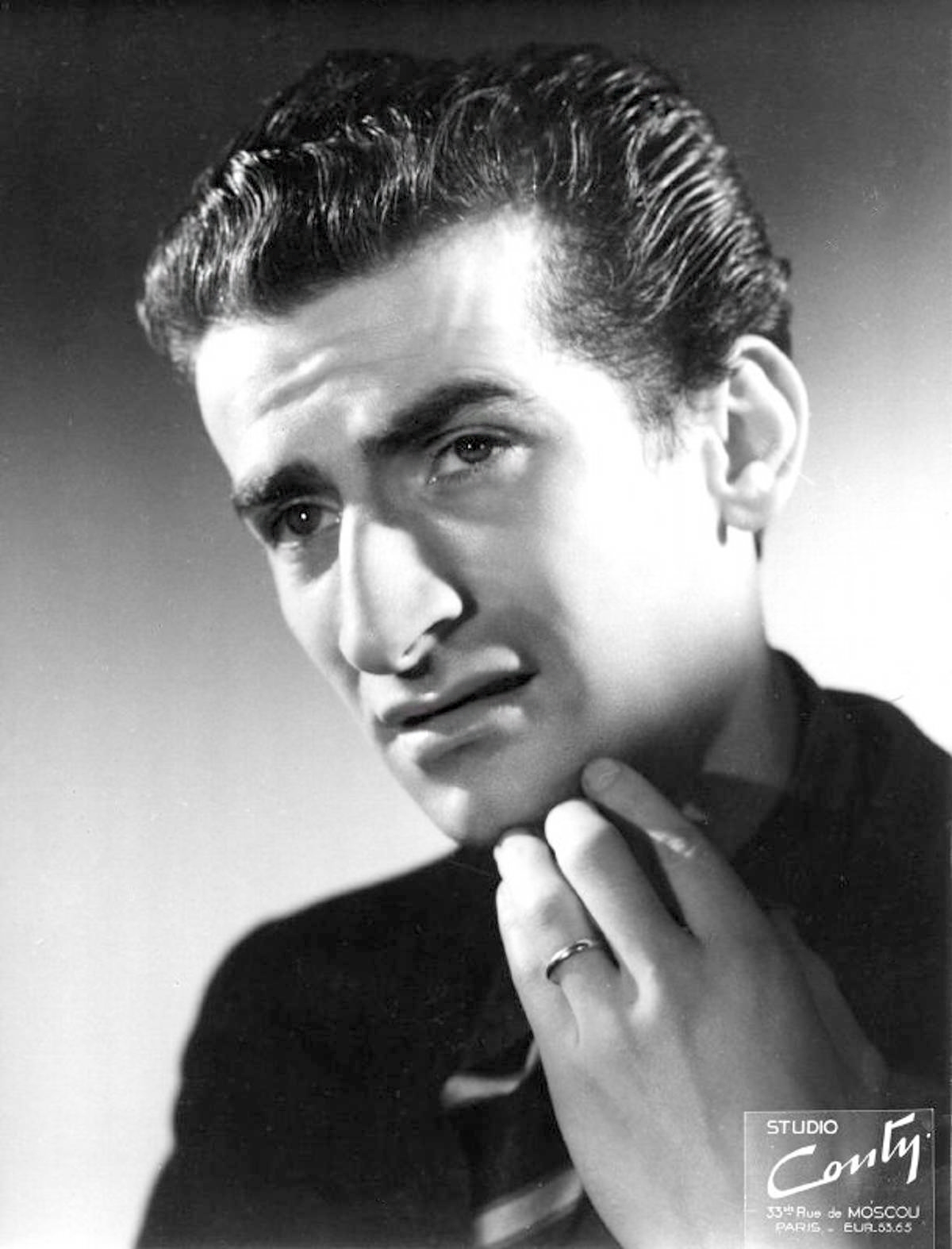
De Funès (na zdj. w 1947)

Gdy wybuchła II wojna światowa, został przydzielony na dwa lata do rezerwy. Przebywając z dala od frontu, podziwiał występy Maurice’a Chevaliera. Po powrocie ze służby, dzięki talentowi muzycznemu, grywał na pianinie w barach i w klubach przy placu Pigalle oraz w historycznej dzielnicy Montmartre. W 1942 – mając 28 lat – oświadczył swej przyszłej małżonce Jeanne Augustine Barthélemy, którą poznał podczas warsztatów teatralnych, że chce zostać aktorem komediowym. Zapisał się do prestiżowej szkoły teatralnej René Simona. Na – zdanym – egzaminie wstępnym odegrał fragment sztuki Szelmostwa Skapena pióra Molière’a z 1671. Wśród poznanych uczestników kursu był Daniel Gélin, dzięki któremu otrzymał rolę statysty w spektaklu L’Amant de paille w reżyserii Marca-Gilberta Sauvajona. Premiera odbyła się 26 stycznia 1944 w Salle Pleyel w Paryżu.
Poza kilkoma niewielkimi epizodami w sztukach teatralnych de Funès, znajdując się w ciężkiej sytuacji materialnej, zarabiał na życie m.in. udzielając korepetycji z gry na pianinie i samemu wykonując wieczorami nokturny w paryskich lokalach. Podczas jednego z wieczorów pijany oficer niemiecki pod groźbą użycia Walthera P38 zmusił go do wykonania „Lili Marleen”. Za dnia uczył się aktorstwa.

#### Debiut filmowy
W 1946 zadebiutował na dużym ekranie epizodyczną rolą portiera lokalu „Le Paradis” w komedii Kuszenie Barbizona (reż. Jean Stelli). Pojawił się w trwającej niespełna czterdzieści trzy sekundy scenie, w której otwierał drzwi postaci granej przez Pierre’a Larqueya i wypowiadał dwie krótkie kwestie. Trzy lata później zagrał m.in. w komediowym musicalu Weekend naszej miłości (reż. Pierre Montazel), gdzie w głównej roli wystąpił Luis Mariano, francuski śpiewak operetkowy oraz ówczesna gwiazda estrady. Wcielił się w Constantina, służącego w domu barona Valirmana (Jules Berry). Był zadowolony z faktu, że mógł wystąpić z Berrym, którego podziwiał w kilku przedwojennych filmach.

### Lata 50.

#### „Les Branquignols”

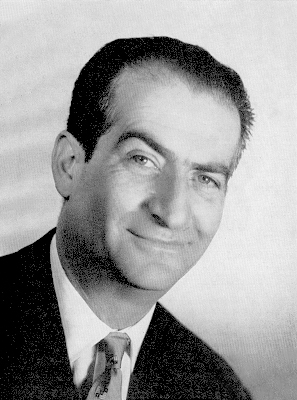
De Funès (na zdj. w 1953)

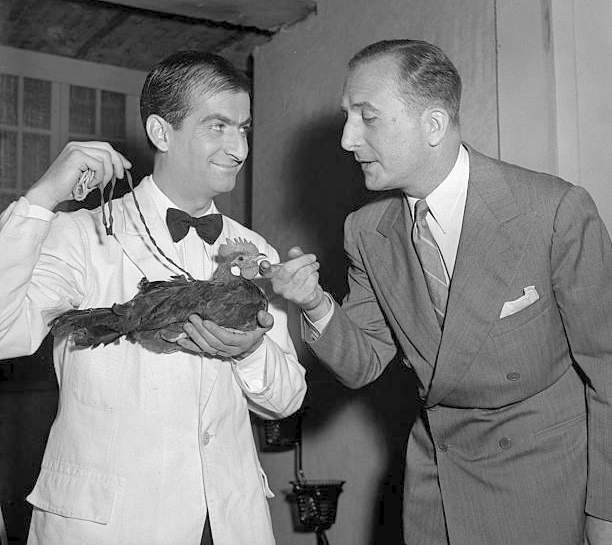
De Funès i Jean Ozenne w sztuce Sans cérémonie (1952)

W 1950 de Funès był pianistą w trupie „Les Burlesques de Paris” Maxa Révola, gdy reżyser Sacha Guitry powierzył mu drobne role w kilku filmach, m.in. komedii Trucizna (1951), komedii romantycznej Byłem trzy razy (1952) i komediodramacie Życie uczciwego człowieka (1953). W ostatnim z filmów wcielił się w bardziej spójną rolę lokaja Emile’a. Bohater kreowany przez de Funèsa cechował się większą szlachetnością – według historyka Laurenta Aknina „wydawał się naturalny, bez grymasu czy wąsów”. Na planie Życia uczciwego człowieka, prócz Michela Simona, po raz pierwszy współpracował z Claude Gensac, która w późniejszych latach dziesięciokrotnie grała z nim w filmach, odtwarzając zwykle role żony kreowanych przezeń postaci.

#### Ach! Te piękne kobietki
W 1952 dołączył do komediowej grupy teatralnej „Les Branquignols” założonej przez Roberta Dhéry’ego. Zrealizowana przez nich sztuka Ach! Te piękne kobietki, w której sportretował postać dociekliwego detektywa Michela Lebœufa, który zaintrygowany i zaniepokojony śmiałym plakatem spektaklu postanawia przeprowadzić śledztwo, odniosła w Paryżu duży sukces. Jej żywot sceniczny, przewidziany początkowo na trzy miesiące, wydłużył się do trzech lat, podczas których została wystawiona 883 razy, w wypełnionych po brzegi salach, zdobywając przychylne recenzje prasowe.
W trakcie współpracy z „Les Branquignols” udoskonalał swoją technikę. W 1954 wystąpił w epizodycznej roli astrologa René w kostiumowym dramacie historycznym Królowa Margot (reż. Jean Dréville), którego scenariusz został oparty na powieści Aleksandre’a Dumasa (ojca) z 1845, a tytułową kreację stworzyła Jeanne Moreau. Po pozytywnym odbiorze sztuki Ach! Te piękne kobietki postanowiono przenieść ją na duży ekran (1954, reż. Jean Loubignac), a de Funès powtórzył rolę Lebœufa. Premiera odbyła się 15 października. W tym samym roku wystąpił u boku Fernandela – ówczesnego ulubieńca francuskiej publiczności – w komedii Pięcioraczki (reż. Henri Verneuil). Mimo, iż wciąż odgrywał epizody, to rola Pilate’a w Pięcioraczkach była drugą w jego dorobku, za którą dostał znaczne wynagrodzenie.
W Jego rybkach (1954, reż. Gilles Grangier) po raz pierwszy spotkał się na planie z Bourvilem. Jean-Paul Le Chanois po tym, gdy współpracował z nim przy dwóch produkcjach w 1951 i 1952, obsadził go w komedii Tata, mama, gosposia i ja (1954) oraz rok później w sequelu Tata, mama, moja kobieta i ja, gdzie główne role zagrali Fernand Ledoux, Gaby Morlay, Nicole Courcel i Robert Lamoureux. Pomimo licznych występów odgrywał, z małymi wyjątkami, role drugo- i trzecioplanowe.

#### Przełom filmowy

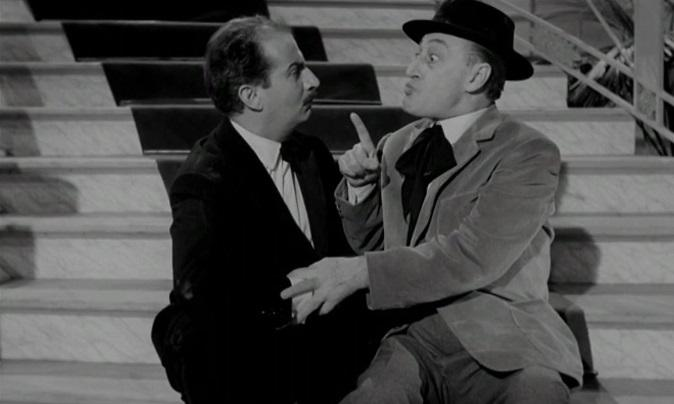
De Funès i Totò w scenie z filmu Toto w Madrycie (1959)

W 1956 Claude Autant-Lara obsadził go obok Bourvila i Jeana Gabina w komediodramacie Czarny rynek w Paryżu. Rola sklepikarza Jambiera, uznawana jako przełomowa w dorobku de Funèsa i w sposób wyraźny nakreślająca typowy dla kreowanych później przez niego postaci charakter choleryka, została dostrzeżona przez producentów filmowych. Pochlebne opinie na temat jego gry wyrażali także odtwórcy głównych ról. Film okazał się sukcesem; obejrzało go ponad pięć milionów Francuzów, a po latach zyskał miano kultowego.
Na fali pozytywnego odbioru Czarnego rynku w Paryżu Maurice Régamey powierzył mu pierwszą główną rolę w komedii Jak włos w zupie (1957), gdzie partnerowała mu Noëlle Adam. Kreacja kompozytora Pierre’a Cousina, który z powodu rozstania z ukochaną próbuje popełnić samobójstwo, spotkała się z pozytywnym odbiorem zarówno ze strony krytyków, jak i publiczności. Aktor zdobył w 1957 nagrodę Grand Prix śmiechu. Kolejną główną rolę zagrał w komedii Ani widu, ani słychu (1958, reż. Yves Robert), kreując drobnego kłusownika Blaireau, który zaopatruje miejscową ludność w upolowaną przez siebie zwierzynę. Kres jego nielegalnej działalności postanawia położyć policjant Parju (François-Alexandre Galepides, znany jako Moustache). Film okazał się przebojem kasowym, zdobywając także uznanie wśród krytyków. Tygodnik „France Dimanche” – w opublikowanym we wrześniu artykule prasowym – pisał na pierwszej stronie: „Louis de Funès, najzabawniejszy aktor we Francji”. Rok później zagrał główną rolę w komedii Taxi, ruletka i corrida (reż. André Hunebelle), do której zdjęcia realizowano w Hiszpanii.

#### Dalszy rozwój w teatrze

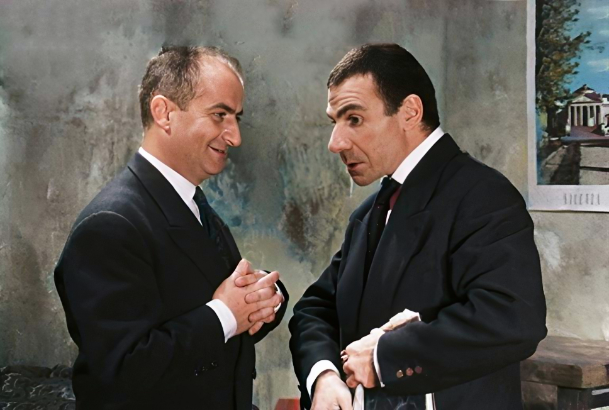
De Funès i Jacques Dufilho w filnie Ach, ten łobuz (1959)

Po entuzjastycznym przyjęciu na dużym ekranie wartość rynkowa de Funèsa wzrosła, co miało odzwierciedlenie także na deskach teatru. Występował obok Danielle Darrieux i Roberta Lamoureux w sztuce Faisons un rêve (reż. Sacha Guitry), skupiającej się na trójkącie miłosnym. Louis de Funès wcielił się w postać męża, rolę odgrywaną w przeszłości m.in. przez Raimu (1916). Spektakl wystawiany był od 29 marca 1957 do 29 stycznia 1958 m.in. w Théâtre des Variétés, znajdującym się w 2. dzielnicy Paryża.

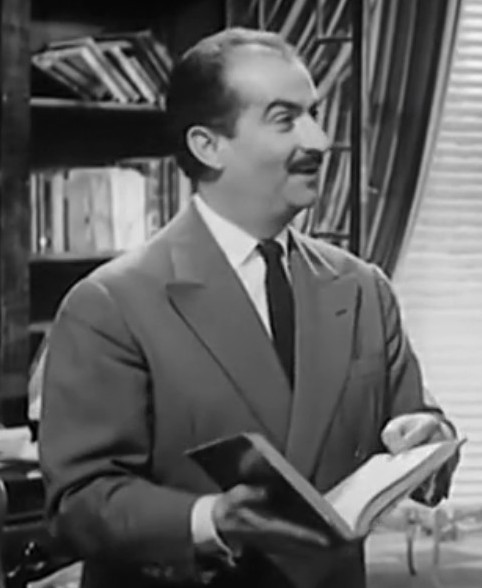
De Funès w kadrze z filmu Toto w Madrycie

Georges Vitaly – który współpracował z nim przy sztuce La Puce à l’oreille w 1952 – wyraził chęć wyreżyserowania teatralnej adaptacji komedii  Molière’a L’Avare z de Funèsem w roli głównej. Aktor podpisał kontrakt z organizatorem tras koncertowych Karsentym na tournée ze spektaklem po prowincjach, lecz ze względu na bezsenność, stres oraz narastającą tremę, związaną z przedsięwzięciem, zdecydował o porzuceniu projektu.
We wrześniu 1959 reżyser teatralny i producent tras Marcel Karsenty złożył mu ofertę występu w głównej roli w sztuce Claude’a Magniera Oscar. Od 1 października spektakl był wystawiany przez blisko sto dni w rejonie północno-zachodniej Afryki. Przychylne recenzje i odbiór widowni przyczyniły się do premiery Oscara w Paryżu w 1961. Początkowo de Funès wahał się nad kontynuowaniem występów w sztuce, lecz mając pozytywne wspomnienia z gry w spektaklu Ach! Te piękne kobietki, wyraził zgodę. Sztuka okazała się sukcesem, a krytycy oraz publiczność byli pod wrażeniem jego zdolności mnożenia improwizacji scenicznych, mimiki, gestykulacji i sprawności fizycznej. Pierwszy odtwórca roli – którą przejął później de Funès – Pierre Mondy przyznawał: „Louis [de Funès] był wprost genialny w Oscarze. Genialny patent, burleska. Udoskonalił tę rolę”. Spektakle były wyprzedane przez pierwsze dwa lata wystawiania sztuki.

### Lata 60.
Równolegle z pracą w teatrze kontynuował karierę filmową. W 1961 wystąpił w podwójnej roli braci bliźniaków Viralot (sekretarza komisariatu i szefa personelu) w komedii Piękna Amerykanka (reż. Robert Dhéry), której premiera odbyła się 29 września, przyciągając do kin w pierwszym tygodniu niespełna 31 tys. widzów. 17 grudnia Piękna Amerykanka zadebiutowała w amerykańskich kinach.
6 lipca 1962 na duży ekran wszedł komediodramat Zbrodnia nie popłaca (reż. Gérard Oury), w którym zagrał rolę barmana Eugène’a w segmencie „L’homme de l’avenue”, dając tym samym jedyny komediowy akcent w filmie. Na planie przekonywał reżysera do realizacji obrazów utrzymanych w czysto komediowej konwencji. Oury, dla którego był to trzeci film, nagrywał dotychczas produkcje kryminalne. Mająca premierę 3 października komedia kryminalna Gentleman z Epsom (reż. Gilles Grangier) z Jeanem Gabinem w roli głównej, odnotowała w pierwszym tygodniu frekwencję na poziomie 87 tys. widzów. De Funès wykreował Gasparda Ripeux, szefa restauracji. Według André-Georges’a Brunelina jego gra rozśmieszyła Gabina, jednak Stéphane Bonnotte, autor książki o życiu i twórczości de Funèsa, przyznał, że Gabin był „zirytowany tym małym aktorem grającym histerycznego szefa kuchni Gasparda Ripeux”.

#### Koko

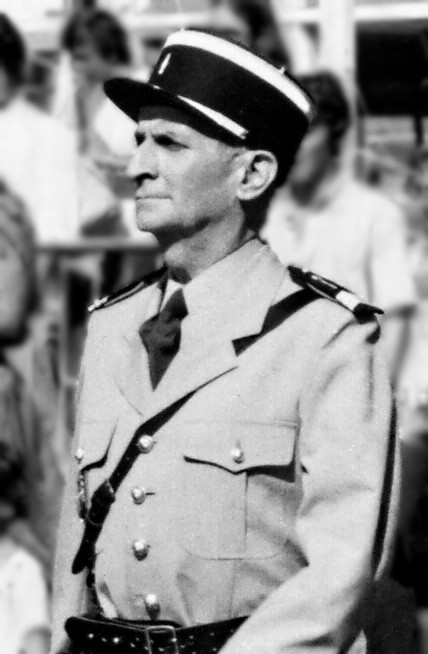
De Funès jako sierżant Ludovic Cruchot. Rola ta przyniosła mu ogólnokrajową rozpoznawalność

W 1963 zagrał główną rolę w komedii Koko (reż. Jean Girault). Na planie partnerowała mu Jacqueline Maillan, z którą stworzył udany duet. Scenariusz filmu został oparty na sztuce Sans cérémonie Jacques’a Vilfrida i Giraulta W 1952 brał udział w teatralnej wersji Koko – odgrywał rolę lokaja Charles’a, którą w filmie zagrał Christian Marin. Według Bertranda Dicale’a na planie de Funès zastosował sprawdzoną już wcześniej technikę komizmu, lecz w tym przypadku była ona dla niego „całkowicie korzystna”. Historyk Laurent Aknin przyznał, że podobnie jak w sztuce Oscar, uosabia na ekranie człowieka pewnego siebie i porywczego, mającego trudności ze swoim potomstwem. „Odrzuca swoją figurę bożka Pantalone’a z Commedia dell’arte”. Według niego de Funès stworzył odrębną osobowość komika: choleryczną, apodyktyczną, krzywiącą się i energiczną. Mimo wielu trudności, jakie reżyser oraz producenci napotkali w trakcie realizacji, film zapoczątkował systematyczny rozwój kariery aktorskiej de Funèsa, trwającej niespełna dwie dekady.
Rok później zagrał w pięciu filmach. Po premierze obrazu Wąchać kwiatki od spodu (1964, reż. Georges Lautner), utrzymanego w gatunku czarnej komedii, krytycy w recenzjach bardziej skupiali uwagę na osobie de Funèsa niż samym filmie. W komedii Boss w spódnicy (1964, reż. Jacques Poitrenaud), gdzie zagrał włamywacza Marcela Ravelais’go, partnerowała mu Dany Saval. Przy realizacji komedii kryminalnej Napad na bank (1964) powrócił do współpracy z Giraultem, który przyznawał: „Z Louisem jesteśmy przyzwyczajeni do pracy w najdoskonalszym koleżeństwie. Poza tym często ma dobre pomysły”. Film wszedł na ekrany 26 lutego. Fabuła koncentrowała się na sprzedawcy artykułów wędkarskich i myśliwskich (de Funès), który za namową dyrektora banku Andrégo Duranda-Mareuila (Jean-Pierre Marielle) lokuje swoje oszczędności na giełdzie w akcjach tajemniczej spółki.

#### Żandarm z Saint-Tropez
Rola porywczego funkcjonariusza Francuskiej Żandarmerii Narodowej Ludovica Cruchota w komedii Żandarm z Saint-Tropez (1964. reż. Jean Girault) zapewniła mu ogólnokrajową rozpoznawalność. Fabuła przedstawiała losy sierżanta Cruchota, który, pracując w gminie Belvédère (departament Alpy Nadmorskie), dostaje przeniesienie do nadmorskiego kurortu Saint-Tropez na Lazurowym Wybrzeżu. Jego przełożonym zostaje komendant Jérôme Gerber (Michel Galabru), a on sam zaś dostaje pod swoje dowództwo grupę żandarmów: Luciena Fougasse’a (Jean Lefebvre), Alberta Merlota (Christian Marin), Gastona Tricarda (Guy Grosso) oraz Jules’a Berlicota (Michel Modo). Razem z nim do Saint-Tropez przyjeżdża córka Nicole (Geneviève Grad). Podczas gdy żandarmi wytrwale walczą z przestępczością – głównie z nudystami – Nicole kradnie z kolegą luksusowe auto, należące do bogatego gangstera, chcącego kupić poszukiwany przez policję obraz.
Sukces filmu zaskoczył nie tylko twórców, ale i aktorów. Obejrzało go w kinach ponad siedem milionów Francuzów. Żandarm z Saint-Tropez zadebiutował na szczycie tamtejszego box office’u, stając się największym przebojem kasowym roku w kraju oraz pierwszym komercyjnym sukcesem w dorobku de Funèsa. Rola impulsywnego sierżanta Cruchota przyniosła mu nagrodę francuskiego kina – Victora.

#### Fantomas,Gamoń

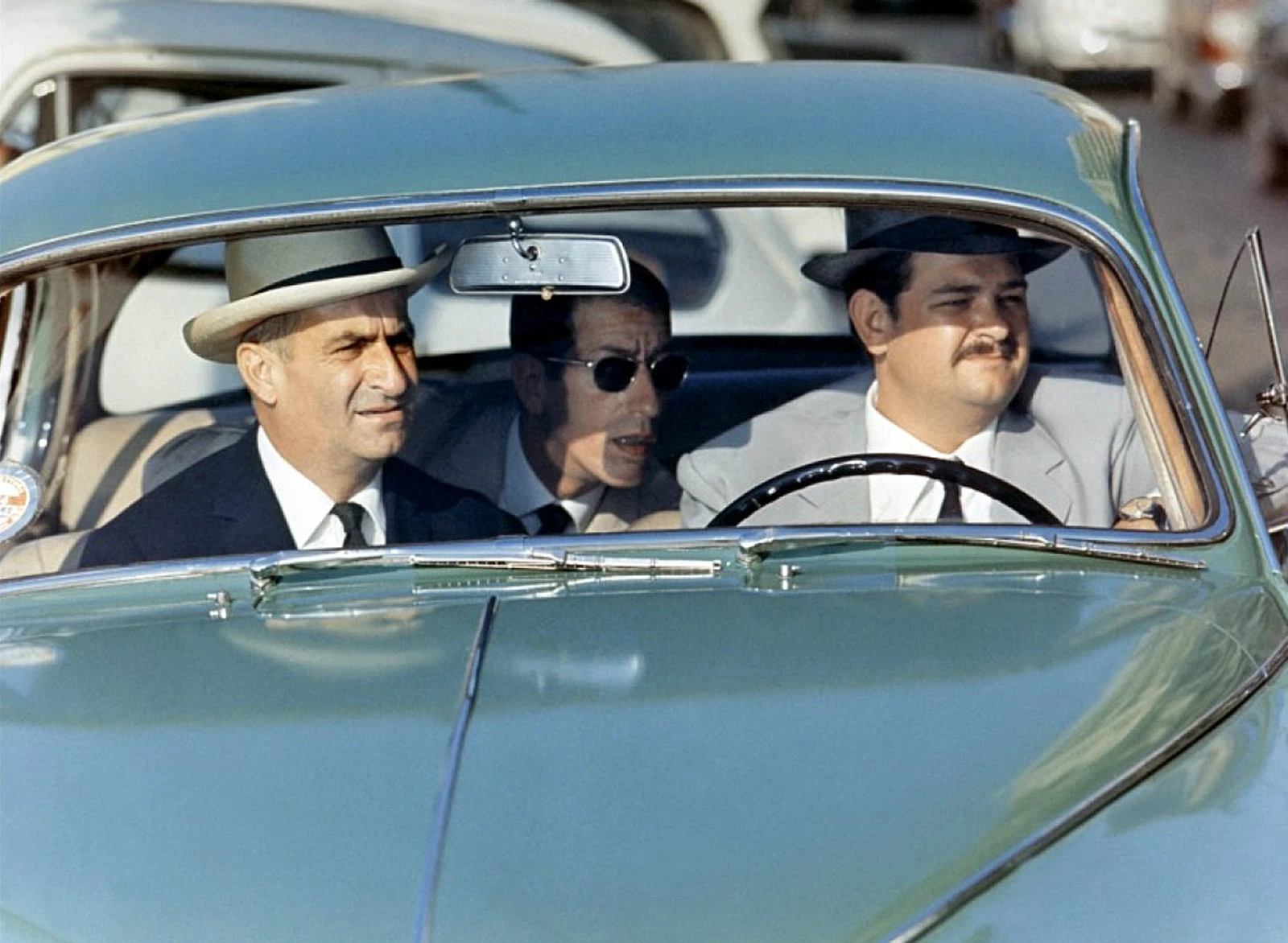
De Funès, Jean Droze i Jacques Ferrière w filmie Gamoń (1964)

4 listopada 1964 na ekrany kin wprowadzono komedię kryminalną Fantomas (reż. André Hunebelle), będąca ekranizacją serii powieści sensacyjnych o Fantomasie autorstwa Marcela Allaina i Pierre’a Souvestre’a. W odróżnieniu od poprzednich adaptacji twórcy postawili na nadanie filmowi bardziej komicznego tonu i nowoczesnej oprawy. W głównej roli de Funès wystąpił u boku Jeana Marais i Mylène Demongeot. Sportretował zawziętego komisarza paryskiej policji Paula Juve’a, który poirytowany nieskutecznością w próbach pojmania Fantomasa (Marais), postanawia złapać go za wszelką cenę. Działa razem z Fandorem, dziennikarzem jednej z gazet (Marais) i jego narzeczoną Heleną (Demongeot). Zdaniem krytyków swoją kreacją przyćmił pozostałych aktorów, w tym odtwórcę podwójnej roli Jeana Marais. Film Hunebelle’a, podobnie jak Żandarm z Saint-Tropez, cieszył się dużym zainteresowaniem, przyciągając do kin ponad cztery i pół miliona widzów. Sukces i pozytywny odbiór pozwoliły na ugruntowanie pozycji de Funèsa jako czołowego komika Francji.

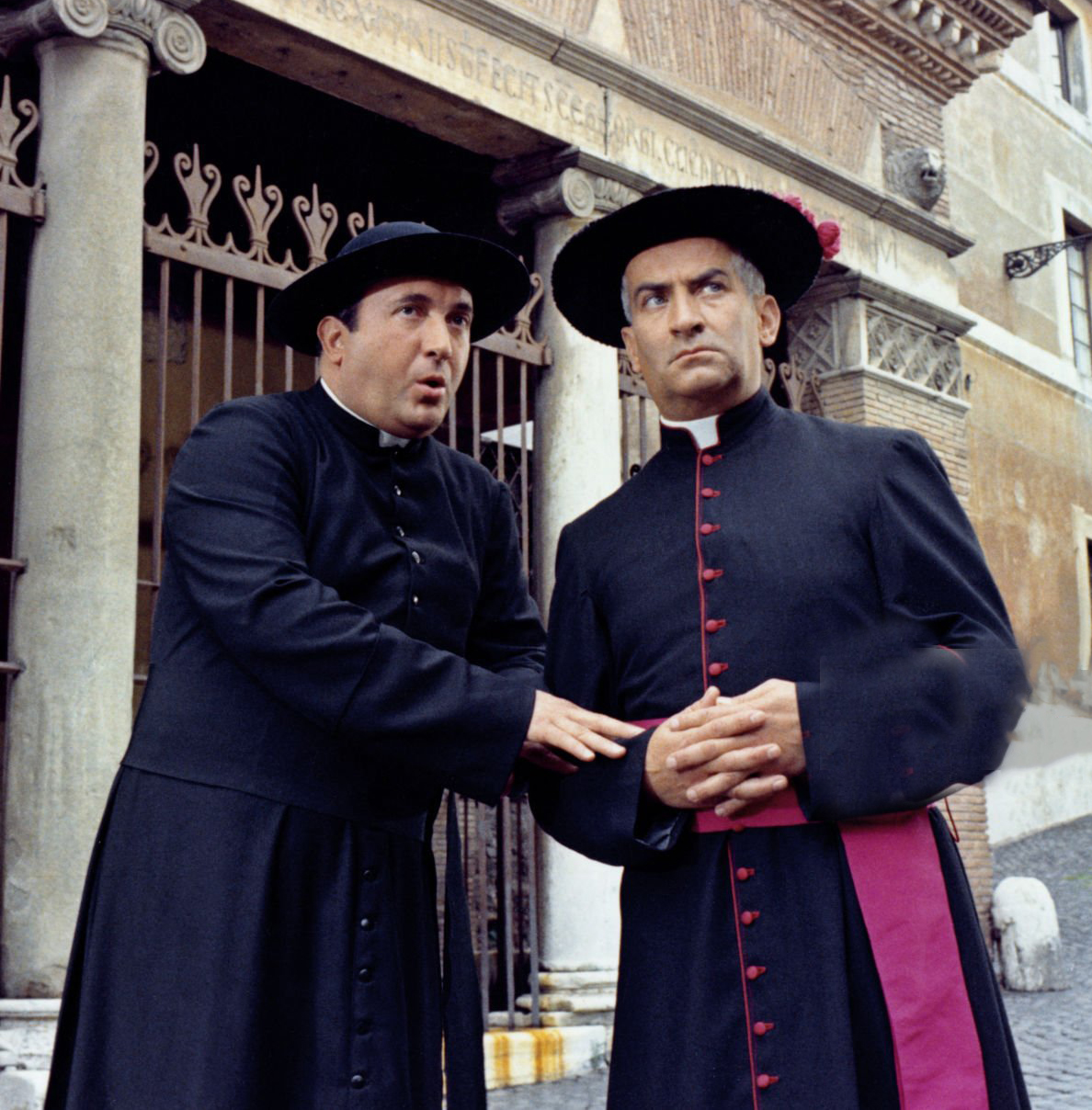
Jacques Dynam i de Funès w filmie Fantomas wraca (1965)

24 marca 1965 premierę kinową miała komedia kryminalna Gamoń (reż. Gérard Oury), gdzie zagrał Leopolda Saroyana, dyrektora firmy eksportowej oraz gangstera, powodującego kolizję samochodową, w wyniku której uszkodzony zostaje citroën 2CV paryskiego sklepikarza Antoine’a Marechala (Bourvil), planującego wyjazd wakacyjny do Włoch. Film w reżyserii Oury’ego okazał się sukcesem – odnotował we francuskich kinach ponad jedenastomilionową frekwencję. Krytycy podkreślali, że główną zasługą takiego odbioru był duet, jaki de Funès stworzył z Bourvilem.

#### Żandarm w Nowym Jorku,Fantomas powraca

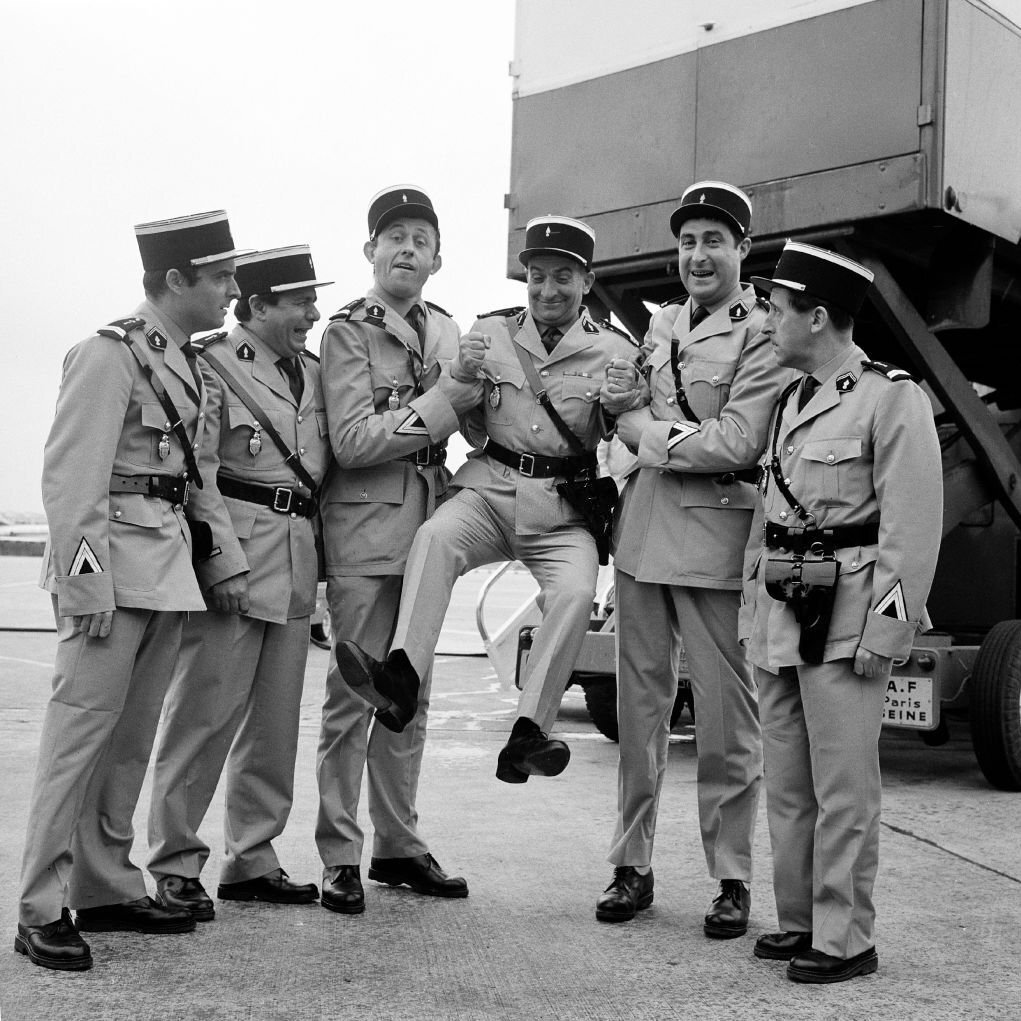
De Funès (w środku) z ekipą aktorską na planie filmu Żandarm w Nowym Jorku (1965)

W tym samym roku wystąpił w dwóch produkcjach, będących sequelami – Żandarm w Nowym Jorku (reż. Jean Girault) i Fantomas powraca (reż. André Hunebelle). Zdjęcia do pierwszej z nuch realizowano w większości w Nowym Jorku, dokąd grupa żandarmów wyrusza na międzynarodowy kongres, reprezentując francuską policję. Bez wiedzy swego ojca Nicole również udaje się za ocean, by zdobyć uznanie jako modelka. Ekipa miała niewspółmiernie większy budżet w porównaniu do pierwszej części, co pozwoliło jej odkryć nowy komfort filmowania. Sequel obejrzało ponad pięć i pół miliona widzów.
Kontynuacja przygód gamoniowatego komisarza Juve’a w filmie Fantomas powraca również spotkała się z pozytywnym odzewem, gromadząc podczas projekcji cztery miliony widzów.

#### Sławna restauracja,Wielka włóczęga
W 1966, będąc najlepiej opłacanym aktorem we Francji, wystąpił w dwóch filmach – Sławna restauracja (reż. Jacques Besnard) i Wielka włóczęga (reż. Gérard Oury). W pierwszej z produkcji wcielił się w stosującego żelazne zasady Septime’a, właściciela cieszącej się uznaniem restauracji, który zostaje wplątany w polityczną intrygę po tym, gdy goszczący w lokalu prezydent południowoamerykańskiego kraju zostaje porwany. Do historii filmu przeszła krótka scena dodana przez aktora, w której, tłumacząc komisarzowi policji (Bernard Blier) i jego dwóm kolegom przepis na wykonanie sufletu ziemniaczanego, zaczyna parodiować Adolfa Hitlera.

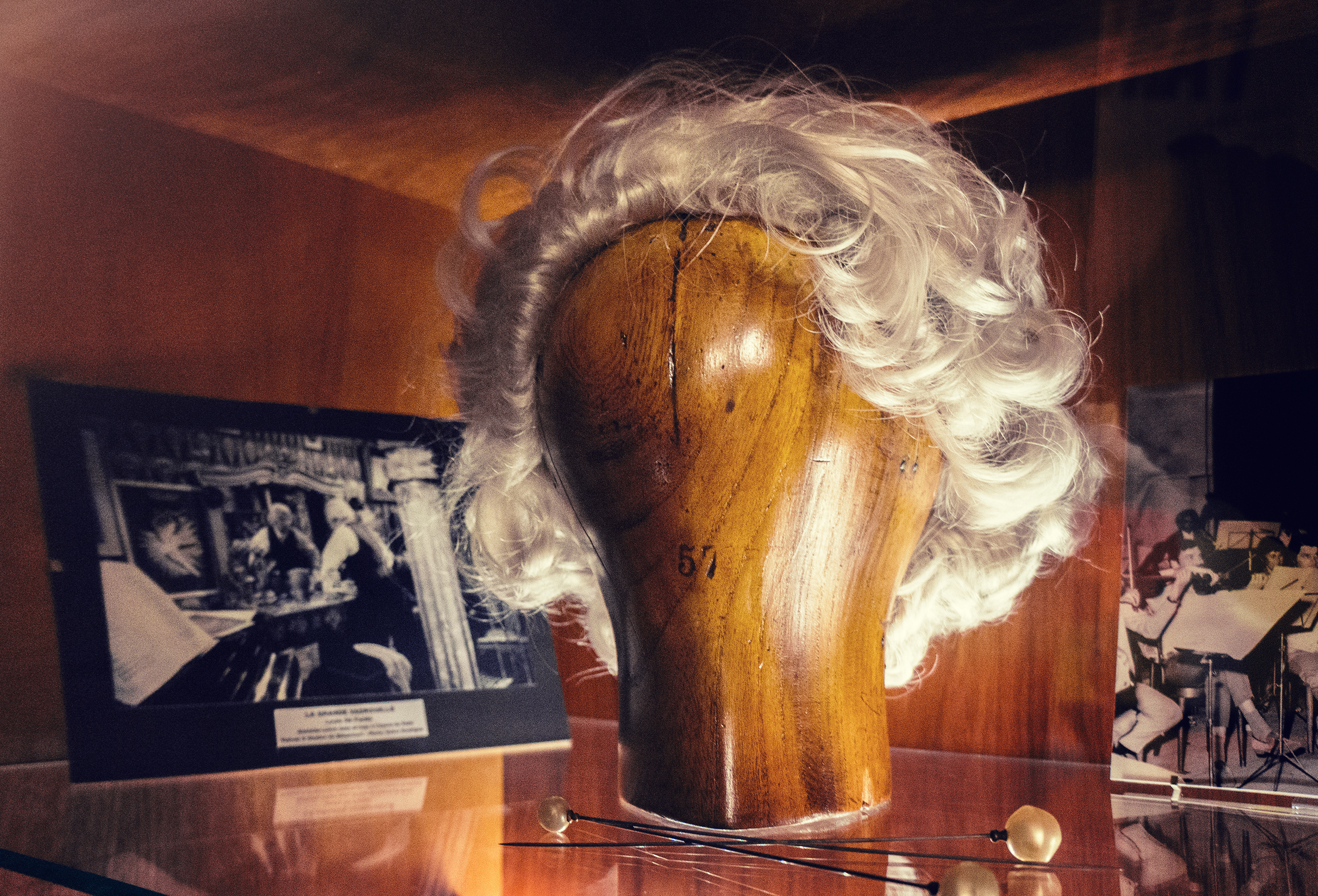
Rekwizyty pochodzące z filmu Wielka włóczęga (1966)

8 grudnia na dużym ekranie zadebiutowała komedia wojenna Wielka włóczęga (reż. Gérard Oury), w której de Funès ponownie wystąpił w roli głównej z Bourvilem. Fabuła filmu skupiała się na dyrygencie Opery Paryskiej Stanislasie Leforcie (de Funès) i malarzu pokojowym Augustinie Bouvecie (Bourvil). Decydują się oni eskortować trzech angielskich lotników zestrzelonych nad Francją podczas II wojny światowej, a ich tropem podąża major Achbach (Benno Sterzenbach). Film był przebojem kasowym we Francji, gromadząc w kinach ponad siedemnaście milionów widzów oraz plasując się na pierwszym miejscu tamtejszego box office’u (stał się najbardziej dochodową produkcją w dorobku de Funèsa). Mimo reprezentowania odmiennych technik komizmu obaj odtwórcy głównych ról cenili sobie współpracę na planie Wielkiej włóczęgi.
16 marca 1967 odbyła się premiera trzeciej i ostatniej części przygód Fantomasa – Fantomas kontra Scotland Yard (reż. André Hunebelle). Louis Chauvet – porównując Fantomasa kontra Scotland Yard do Wielkiej włóczęgi – napisał na łamach „Le Figaro”, że „możemy bawić publiczność w znacznie bardziej chwalebny sposób”. Mimo mieszanych opinii film obejrzało ponad trzy miliony widzów.

#### Oscar,Wielkie wakacje
Reżyser Édouard Molinaro złożył de Funèsowi propozycję występu w filmowej adaptacji sztuki Oscar. Na ekranie partnerowali mu Claude Gensac i Claude Rich. Komedia Molinaro, podobnie jak sztuka teatralna, okazała się sukcesem, odnotowując w kinach sześciomilionową widownię, plasując się tym samym na drugim miejscu w zestawieniu box office’u. Szczyt notowania (niespełna siedmiomilionowa frekwencja) osiągnęła komedia Wielkie wakacje (1967, reż. Jean Girault). Zagrał w niej dyrektora szkoły Charles’a Bosquier, którego starszy syn (François Leccia) nie zdaje egzaminu z angielskiego.

#### Zwariowany weekend,Żandarm się żeni
W 1968 do kin weszły trzy produkcje z jego udziałem – Zwariowany weekend (reż. Robert Dhéry), Człowiek z tatuażem (reż. Denys de La Patellière) oraz Żandarm się żeni (reż. Jean Girault). Szczególnie podekscytowany był obrazem wyreżyserowanym przez Dhéry’ego, który przekonał go, że scenariusz Zwariowanego weekendu jest „festiwalem gagów”. W Człowieku z tatuażem po raz czwarty i ostatni wystąpił z Gabinem. La Patellière podkreślał, że obydwaj reprezentowali zupełnie inne style komizmu, z kolei Pascal Djemaa zaznaczał, że ich wspólna gra nastawiona była na „maksimum konfrontacji”. Fabuła trzeciej odsłony przygód sierżanta Cruchota koncentrowała się na wątku miłosnym. Podczas akcji zwalczania piratów drogowych sierżant zapoznaje wdowę Joséphe Lefrançois (Gensac), która zaprasza go na herbatę do swojej willi. Nowa wybranka Cruchota początkowo nie przypada do gustu jego córce Nicole.
Filmy z de Funèsem notowały we Francji rekordy oglądalności, gromadząc na projekcjach średnio ponad sześć milionów widzów. W 1969 wystąpił w komedii science fiction Hibernatus (reż. Édouard Molinaro).

### Lata 70.

#### Żandarm na emeryturze

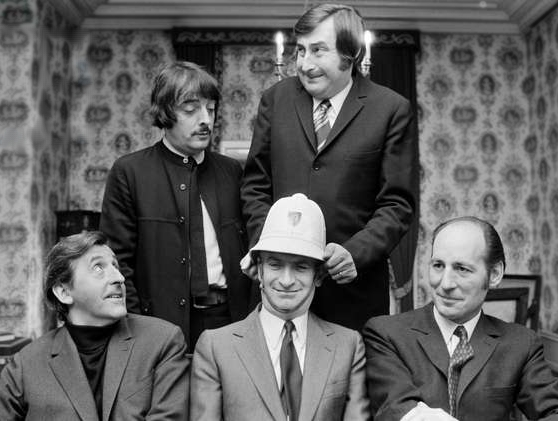
De Funès (siedzi w środku) podczas promocji filmu Żandarm na emeryturze (1970)

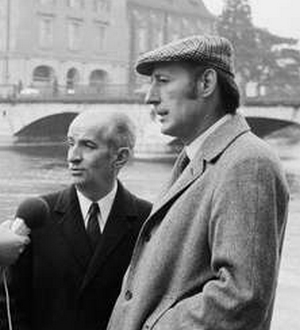
De Funès i Jean Girault (1970)

W 1970 zagrał ze swoim synem Olivierem w komediowym musicalu Człowiek orkiestra (reż. Serge Korber), wcielając się w despotycznego dyrektora zespołu baletowego. 28 października na ekrany kin weszła czwarta część przygód sierżanta Cruchota, Żandarm na emeryturze (reż. Jean Girault). Gdy załoga posterunku żandarmerii w Saint-Tropez przechodzi na emeryturę, Cruchot ciężko znosi bezczynność w luksusowej willi swojej żony (Gensac). Kiedy Fougasse, jeden z żandarmów, doznaje amnezji, reszta – pomimo zakazu – postanawia włożyć mundury oraz przypomnieć mu stare czasy.

#### Mania wielkości
W kwietniu 1971 wystąpił wraz z Geraldine Chaplin i synem Olivierem w komedii Zawieszeni na drzewie (reż. Serge Korber). 1 września na dużym ekranie zadebiutowała czarna komedia Jo, gdzie de Funès wcielił się w rolę Antoine’a Brisebarda, znanego komediopisarza, który postanawia zrealizować plan morderstwa doskonałego. Razem z nim wystąpili Bernard Blier, Claude Gensac i Michel Galabru. Oparta na dramacie Ruy Blas pióra Victora Hugo z 1838 komedia historyczna Mania wielkości (reż. Gérard Oury) przyciągnęła do kin ponad pięć i pół miliona Francuzów. Pascal Djemaa zaznaczał, że pomimo reprezentowania dwóch diametralnie przeciwstawnych wizji kina, współpraca de Funèsa z Yves’em Montandem była udana.

#### Powrót do teatru
Pod koniec listopada 1971 powrócił do teatru, ponownie występując w sztuce Oscar (reż. Jean-Michel Rouzière) prezentowanej w Théâtre du Palais-Royal. Spektakl do września 1972 był wystawiany ponad czterysta razy, zbierając przychylne opinie prasowe. Partnerował mu syn Olivier. Wytężona praca i energiczne występy miały wpływ na osłabienie stanu zdrowia de Funèsa. Rok później po raz ostatni pojawił się w teatrze, występując w Comédie des Champs-Elysées w spektaklu La Valse des toréadors w reżyserii Jeana Anouilha. Do 25 kwietnia 1974 odbyło się blisko dwieście przedstawień.

#### Przygody rabina Jakuba

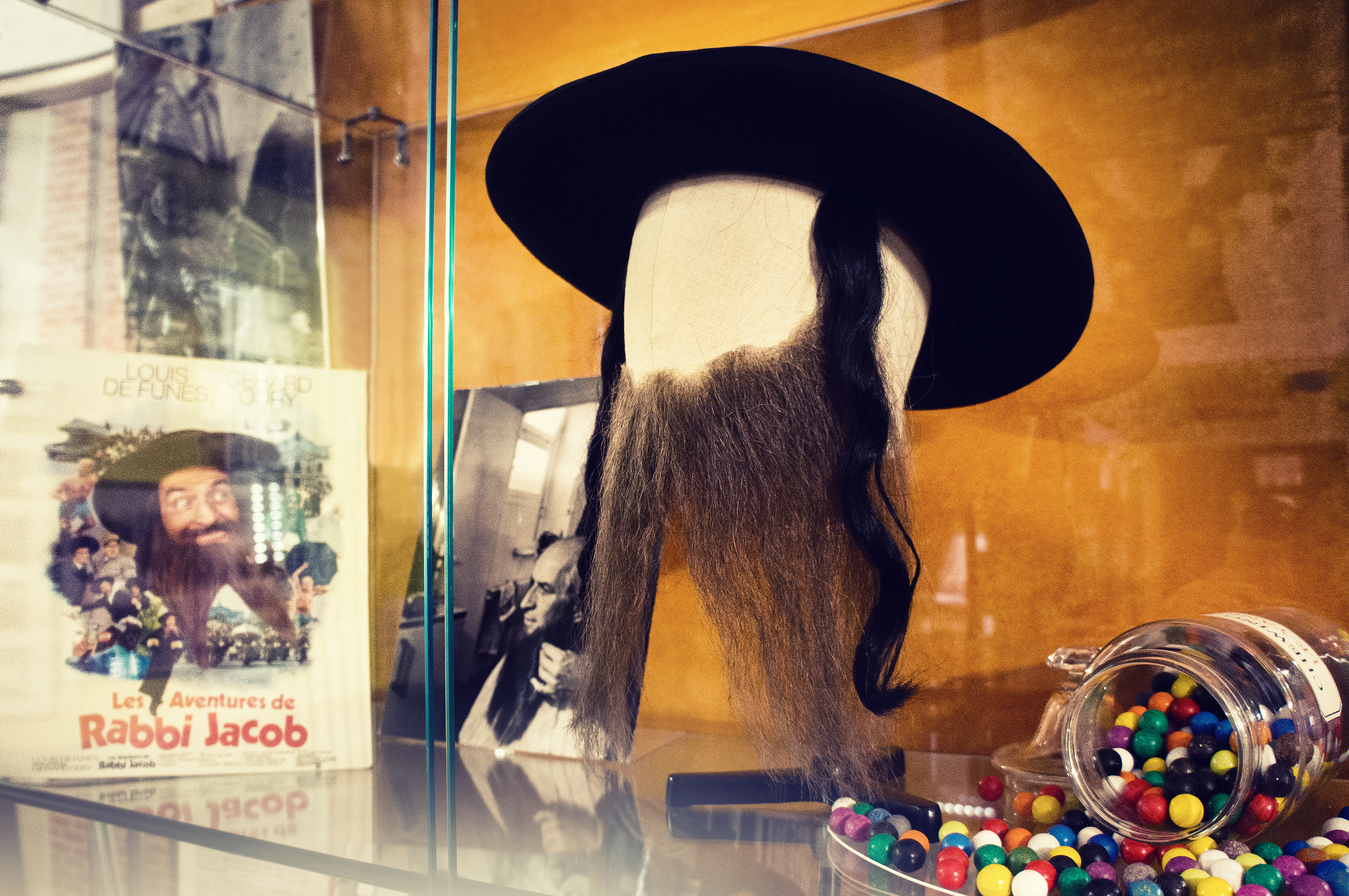
Rekwizyty wykorzystane w filmie Przygody rabina Jakuba (1973)

W 1973 wykreował Victora Piverta w komedii Przygody rabina Jakuba (reż. Gérard Oury), słynącego ze swoich antagonistycznych poglądów przemysłowca, zwłaszcza w stosunku do Żydów. Kiedy zmuszony będzie do ucieczki przed policją, przestępcami i własną żoną (Suzy Delair), postanowi ukrywać się w przebraniu rabina. Jean de Baroncelli na łamach „Le Monde” wyrażał pochlebną opinię na temat roli de Funèsa, nazywając ją „motorem napędowym”, podczas gdy Henry Chapier przyznał: „Wiedzieliśmy, że nas rozśmieszy, ale nikt nie przypuszczał, że zmusi nas do płaczu”. Film spotkał się z dużym uznaniem ze strony krytyków oraz odnotował w kinach ponad siedmiomilionową frekwencję, stając się jednym z bardziej dochodowych projektów de Funèsa.
Zachęcony kolejnym sukcesem swojego filmu Gérard Oury przystąpił do pracy nad komedią Le Crocodile w 1975. Realizację zdjęć planowano na maj, a de Funès miał wcielić się w rolę chciwego pułkownika, który, by zdobyć władzę i ją utrzymać, dokonuje kilku zamachów stanu. Entuzjastycznie podchodził do projektu, uważając, że pomoże mu on w zdobyciu rangi „światowej gwiazdy śmiechu”. Plany występu przerwały kłopoty zdrowotne de Funèsa. 21 marca zaczął uskarżać się na silne bóle w klatce piersiowej. Gdy dziewięć dni później został przyjęty do Necker-Enfants Malades Hospital, lekarze zdiagnozowali zawał serca. Kilka miesięcy spędził w szpitalu, gdzie poddał się rehabilitacji i odpoczynkowi. Przeszedł na dietę i porzucił palenie papierosów. Ograniczył tempo życia i występy na dużym ekranie oraz zrezygnował z kariery teatralnej.

#### Skrzydełko czy nóżka

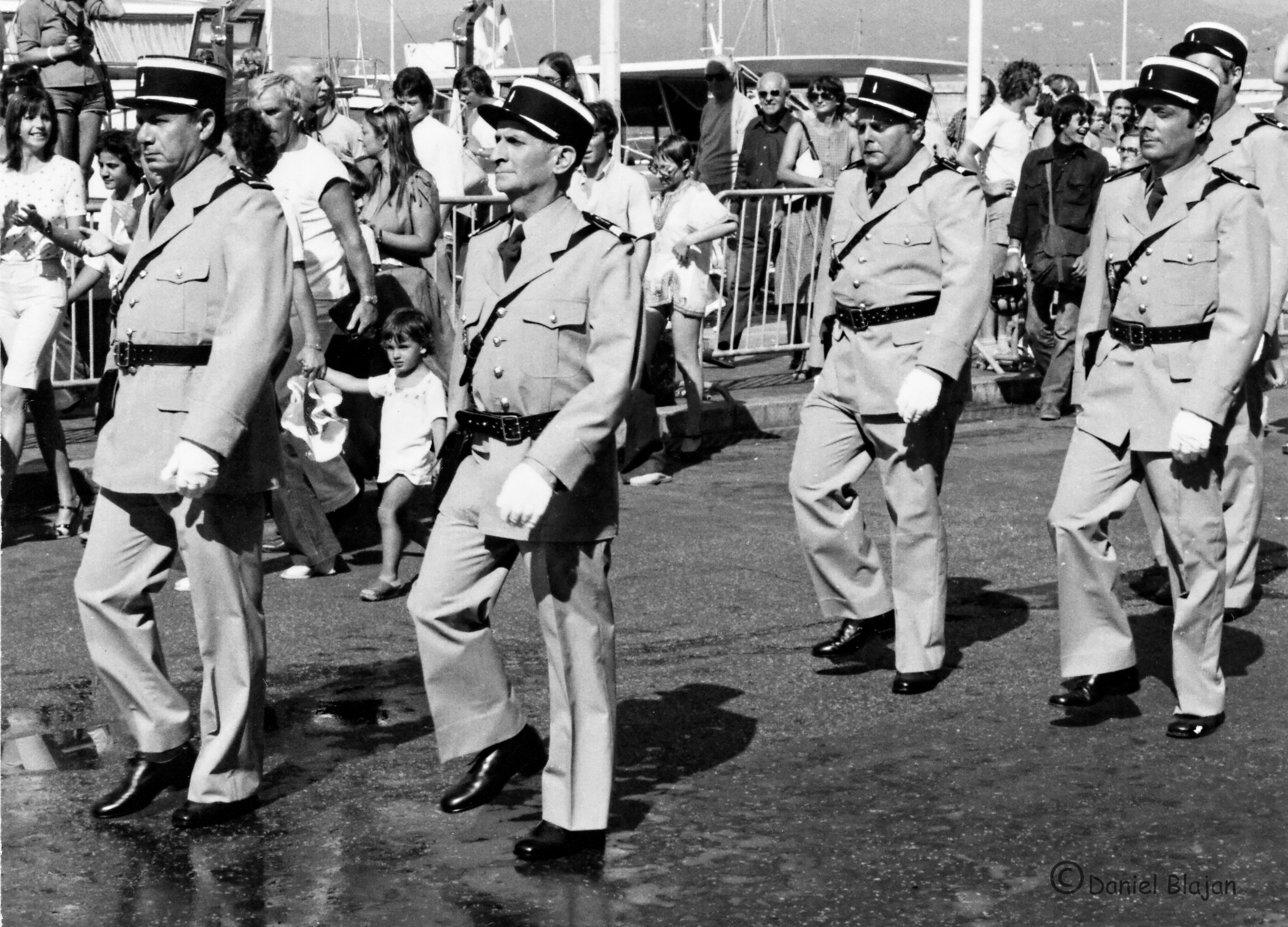
Od lewej: Michel Galabru, de Funès, Maurice Risch, Michel Modo i Guy Grosso na planie filmu Żandarm i kosmici (1978)

Po uzyskaniu zgody swoich lekarzy powrócił na ekrany kin w komedii Skrzydełko czy nóżka (1976, reż. Claude Zidi), portretując Charles’a Duchemina, autorytetu w dziedzinie kuchni francuskiej. Przed przejściem na emeryturę zamierza on stworzyć ostatni przewodnik po lokalnych restauracjach, a następnie przekazać pałeczkę swojemu synowi (Coluche). Według Jean-Jacques’a Beineix rygorystyczna dieta aktora oraz ogólne osłabienie po przebytym zawale było widoczne na ekranie. Z uwagi na gorszą dyspozycję fizyczną i ryzyko powtórnego zawału firmy odmówiły ubezpieczenia de Funèsa. W wyniku mediacji producenta Christiana Fechnera po jedenastu tygodniach uzyskano porozumienie. Film okazał się sukcesem kasowym; został obejrzany przez blisko pięć milionów Francuzów, co tylko zachęciło de Funèsa do dalszej pracy.
Na fali pozytywnego odbioru Skrzydełka czy nóżki Fechner zaangażował go do głównej roli w komedii Panowie, dbajcie o żony (1978, reż. Claude Zidi). Wcielił się w Guillaume’a Daubray-Lacaze’a, przedsiębiorcę produkującego odświeżacze powietrza. Po uzyskaniu intratnego zlecenia od Japończyków przenosi produkcję do domu. Na ekranie partnerowała mu Annie Girardot. Film uzyskał jedenasty wynik francuskiego box office’u.
Rok później wystąpił w przedostatniej odsłonie cyklu o żandarmach, Żandarm i kosmici (reż. Jean Girault). Fabuła koncentrowała się na latającym talerzu, który pojawia się w pobliżu Saint-Tropez. Świadkiem jego lądowania jest sierżant Cruchot. Odkrywa on, że kosmici potrafią upodabniać się do spotkanych osób. Niebawem każdy z żandarmów ma swojego sobowtóra. Obraz zebrał zróżnicowane opinie; Robert Chazal na łamach „France Soir” napisał, że film traci swoje najlepsze superlatywy, redakcja „Le Monde” podkreślała, że „śmiejemy się automatycznie”, a „L’Humanité” przyznawał: „niechlujna praca, której nie można wybaczyć nawet amatorowi”.
Pomimo nieprzychylnych recenzji piąta część zadebiutowała na szczycie francuskiego box office’u, osiągając ponad sześciomilionową frekwencję w kinach. Był to też zarazem ostatni film de Funèsa, który uplasował się na najwyższej pozycji tamtejszego zestawienia.

### Ostatnie lata, śmierć i pogrzeb

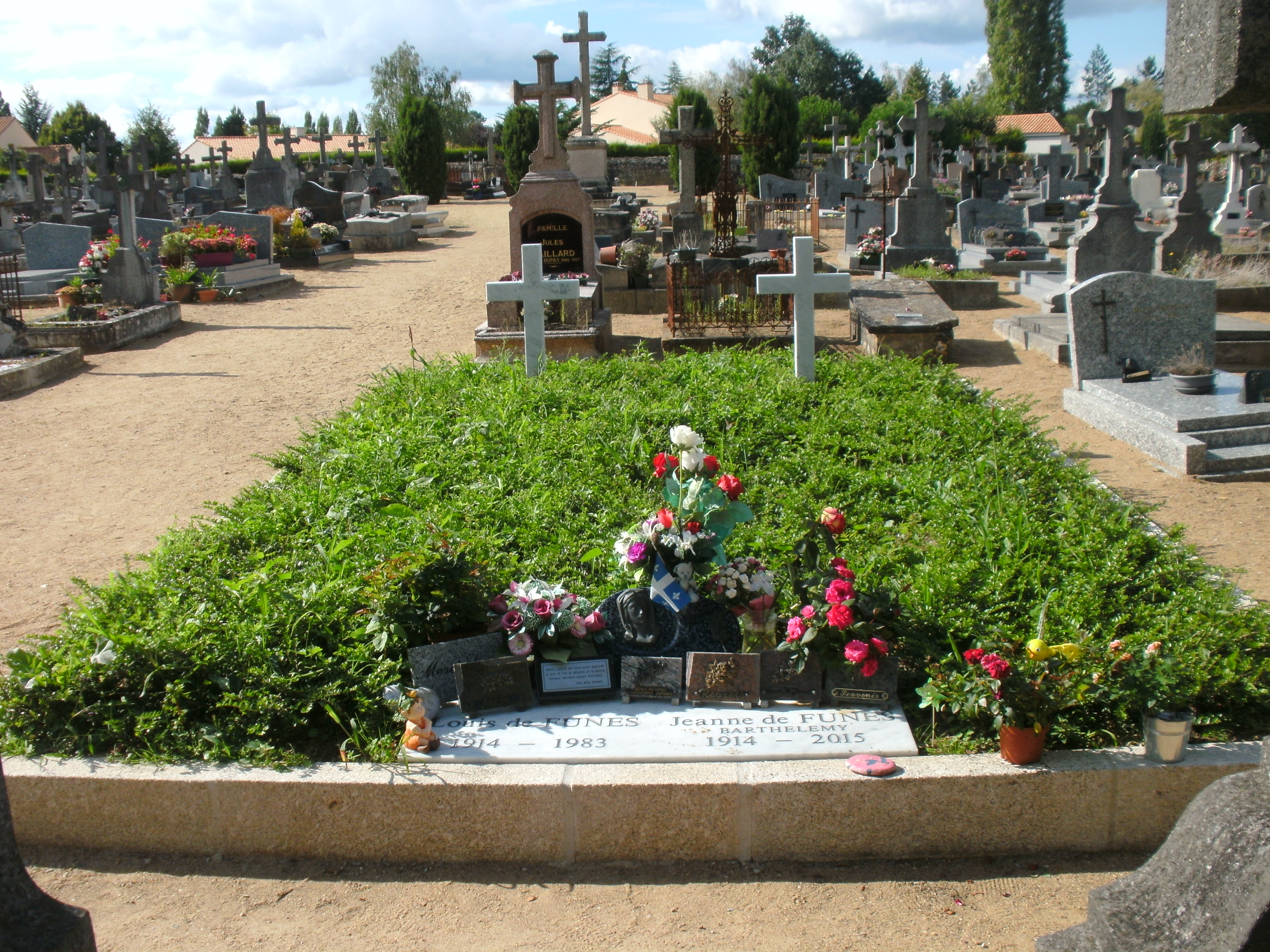
Grób de Funèsa i jego żony Jeanne Augustine Barthélemy (2015)

2 lutego 1980 – podczas uroczystości w sali koncertowej paryskiego Salle Pleyel oraz w uznaniu za całokształt twórczości – został nagrodzony honorowym Cezarem. Statuetkę wręczył mu amerykański komik Jerry Lewis. 5 marca na ekrany kin wszedł film kostiumowy Skąpiec, oparty na komedii autorstwa Molière’a z 1668. Prócz głównej roli został współscenarzystą i zadebiutował jako współreżyser (wraz z Giraultem). Wcielił się w chorobliwie skąpego Harpagona, słynącego ze swojej niechęci do dzielenia się z biednymi i kościołem. Aby pomnożyć swój majątek, planuje śluby swoich dzieci z majętnymi małżonkami. Film spotkał się z mieszanymi opiniami, chociaż sam de Funès podkreślał, że zrealizował go wedle własnej interpretacji.
W 1981 jeden z synów polecił mu przeczytanie książki autorstwa René Falleta La Soupe aux choux (1980), która – według niego – miała „potencjał na dobry film”. Ekranizacja obrazu w reżyserii Giraulta zadebiutowała 2 grudnia. Kapuśniaczek spotkał się z przychylnym przyjęciem, gromadząc na projekcjach ponad trzy miliony Francuzów. W obsadzie znaleźli się Claude Gensac, Jacques Villeret i Jean Carmet.
6 października 1982 odbyła się premiera szóstej części przygód sierżanta Cruchota – Żandarm i policjantki (reż. Jean Girault). Fabuła obrazu przedstawiała losy czterech młodych policjantek, które przybywają do Saint-Tropez w celu odbycia stażu pod opieką grupy żandarmów. De Funès każdego dnia starannie pracował nad swoimi kwestiami. W trakcie realizacji zmarł Girault, co było dla niego smutnym i przygnębiającym przeżyciem. Film uplasował się na piętnastym miejscu w zestawieniu francuskiego box office’u (stanowiło to najgorszy wynik ze wszystkich części). Według Stéphane’a Bonnotte’a ostatnie notowania produkcji aktora były na tyle przeciętne, że de Funès zaczął być „cieniem samego siebie” dla ówczesnej młodzieży.
W grudniu pojechał z rodziną na kilkudniowy odpoczynek w góry, gdzie zaraził się wirusem grypy. Po powrocie do swojej posiadłości na zamku Clermont starał się odzyskać siły, lecz z uwagi na duże osłabienie spowodowane wirusem przez kilka dni leżał w łóżku. 27 stycznia 1983 położył się wcześniej spać, tłumacząc, że jest zmęczony. Około godziny dziewiętnastej doznał trzeciego zawału serca. Karetka przetransportowała go do szpitala uniwersyteckiego w Nantes, gdzie o wpół do dziewiątej wieczorem zmarł. Miał 68 lat.
Uroczystości pogrzebowe odbyły się 29 stycznia w kościele św. Marcina w Le Cellier. Pomimo intymnego charakteru w pogrzebie de Funèsa uczestniczyło blisko trzy tysiące osób, w tym m.in. Jacqueline Maillan, Jacques François, Jacques Villeret, Jean Carmet, Jean-Claude Brialy, Julien Guiomar, Michel Galabru oraz była pierwsza dama Francji Anne-Aymone Giscard d’Estaing. Spoczął na tamtejszym cmentarzu.

## Życie prywatne

### Małżeństwa i dzieci

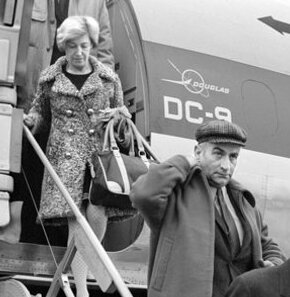
De Funès z żoną Jeanne (1968)

W 1936 zapoznał Germaine Louise Élodie Carroyer – byłą mistrzynię francuskiego tenisa – z którą zawarł związek małżeński 27 kwietnia w Saint-Étienne. 12 lipca 1937 urodził się im jedyny syn Daniel (1937–2017). Małżeństwo przetrwało do sierpnia 1939, a rozwód uzyskano 13 listopada 1942. Z uwagi na częstą nieobecność w domu, spowodowaną pracą sceniczną, de Funès nie miał najlepszego kontaktu z synem, który przyznawał: „Nigdy nie mogłem go nazwać tatą, mówiłem na niego Louis”.
20 kwietnia 1943 w 9. dzielnicy Paryża pobrał się z pochodzącą z arystokratycznego rodu Jeanne Augustine Barthélemy – znaną jako Nau de Maupassant – siostrzenicą Charles’a Nau de Maupassanta. Poznali się w listopadzie 1942 na warsztatach teatralnych, gdzie pełniła funkcję sekretarki. Po ślubie zamieszkali w dwupokojowym mieszkaniu w Paryżu przy 42 rue de Maubeuge. Doczekali się dwójki synów: Patricka (ur. 27 stycznia 1944) i Oliviera (ur. 11 sierpnia 1949). Barthélemy pełniła rolę jego agentki i wspierała go w początkowych latach kariery; często doradzała mu wybór ról filmowych, negocjowała stawki i dyskutowała z reżyserami, niejednokrotnie doprowadzając do konfliktów. Po sukcesie Wielkiej włóczęgi (1966) odkupił od rodziny małżonki zamek Clermont w Le Cellier, a w 1975 przeprowadził się z rodziną do niego na stałe. Po śmierci de Funèsa w 1983 zamieszkała przy rue Montpensier w Paryżu. Zmarła 7 marca 2015 w wieku 101 lat.

### Osobowość, zainteresowania

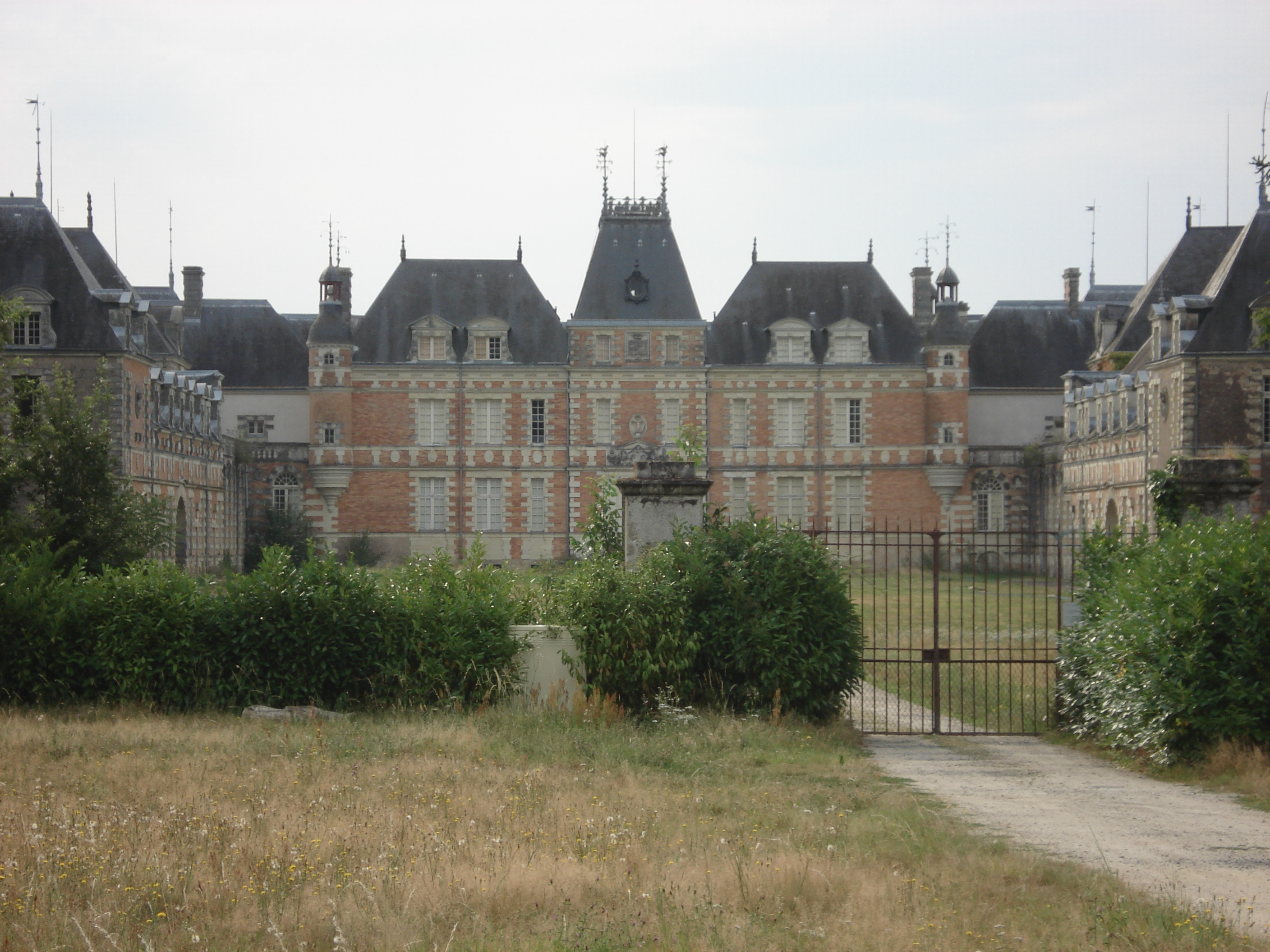
Zamek Clermont, w którym od 1975 mieszkał na stałe z rodziną (2006)

W młodości przejawiał talent sportowy, szczególnie lubił biegi. Cechował się niezdyscyplinowaniem; został m.in. wydalony z paryskiej szkoły zawodowej za nieodpowiednie zachowanie. W przeciwieństwie do kreowanych przez siebie postaci na ekranie, w życiu prywatnym był osobą cichą, spokojną, nieśmiałą, lubiącą otoczenie rodziny. Po wielu godzinach pracy na planie filmowym nie spotykał się z innymi, by spędzać czas w towarzystwie. Według Stéphane’a Bonnotte’a de Funès był skryty i mało towarzyski. W stosunku do prasy i dziennikarzy przejawiał daleko idącą tremę i zagubienie. Christelle Laffin przyznała w swojej książce Louis de Funès: au nom de la rose, że w trakcie ceremonii wręczenia honorowego Cezara, był wyraźnie stremowany.
Do jego hobby należało m.in. wędkarstwo, słuchanie muzyki w otoczeniu rodziny i praca w ogrodzie w swojej posiadłości w Le Cellier; szczególnie lubił uprawiać róże w rozarium, z którego był bardzo dumny i traktował je jako swój priorytet. Poświęcał mu wiele czasu, uczęszczał także na specjalny kurs w Wersalu dotyczący podcinania krzewów. Wyhodował odmianę róży o pomarańczowych płatkach, którą pośmiertnie nazwano jego imieniem. Posiadał ogród, w którym uprawiał brzoskwinie, gruszki i warzywa. W wolnych chwilach zajmował się również pszczelarstwem, przygotowując miód dla rodziny i przyjaciół. Deklarował się jako obrońca środowiska i gorliwy katolik. Najbliżsi przyjaciele i współpracownicy zwracali się do niego „Fufu”.

### Poglądy polityczne
Kilka źródeł związanych z radykalną prawicą przypisuje aktorowi poglądy rojalistyczne i tradycjonalistyczne, jednak bez słuszności – de Funès, mimo że podziwiał Ludwika XVI i uczestniczył we mszy w rocznicę jego egzekucji, nie był rojalistą. Jego poglądy polityczne bliskie były gaullizmowi. Sprzeciwiał się anarchii. Według Pascala Djemaa był on „konserwatywny duchem”. Wspólnie z Alainem Delonem i Brigitte Bardot brał udział w kampanii Valéry’ego Giscarda d’Estaing podczas wyborów prezydenckich w 1981.

## Filmografia
W trwającej blisko 40 lat karierze występował w filmach, radiu, telewizji i na scenie. Pojawił się w 143 produkcjach fabularnych na ekranie. Był jednym z bardziej cenionych artystów tamtejszego kina w drugiej połowie XX wieku; filmy z jego udziałem od wczesnych lat 60. do 80. przyciągnęły do kin, wedle różnych szacunków, od 160 do ponad 270 milionów widzów.
Był niekwestionowanym zwycięzcą francuskiego box office’u lat 60. i 70. Jego filmy biły rekordy popularności, osiągając pierwsze lokaty w rankingach oglądalności. Między 1964 a 1979 produkcje, w których grał, siedmiokrotnie zdobywały palmę pierwszeństwa na ekranach francuskich kin (1964, 1965, 1966, 1967, 1970, 1973, 1979). W 1967 jego filmy zdobyły aż trzy miejsca w pierwszej piątce najchętniej oglądanych nad Sekwaną: Wielkie wakacje (1. miejsce), Oskar (2. miejsce) i Fantomas kontra Scotland Yard (5. miejsce).

## Styl gry
| „Kiedy byłem jeszcze nieznany, próbowałem kolorować za pomocą szczegółów, min, gestów niewielkie rólki, które mi powierzano. Dzięki temu zdobyłem pewien warsztat komediowy, bez którego nie zdołałbym zrobić takiej kariery. Dlatego też gdybym miał zaczynać od nowa, zrobiłbym to samo.”– Louis de Funès |

Według historyka Laurenta Aknina de Funès stworzył nową odmianę komizmu, gdzie kreowane przezeń postacie charakteryzowały się ekspresyjnością, specyficzną mimiką wyrażającą najczęściej niezadowolenie i skrzywienie oraz apodyktyczność i choleryczność.
Zdolność do naśladowania, parodiowania – przykład Adolfa Hitlera ze Sławnej restauracji; 1966 – i przybierania charakterystycznego grymasu twarzy były podstawowym aspektem prezentowanego przez niego humoru. Jak przyznał, główną inspiracją dla niego był Charlie Chaplin. „The Times” nazwał de Funèsa w początkowych latach jego kariery „francuskim Chaplinem”, co traktował jako duże wyróżnienie.
Jego sposób gestykulacji, projekcji gniewu oraz wściekłości były inspirowane także postaciami komiksowymi, m.in. Kaczorem Donaldem. Przykładem takiej sytuacji jest scena z komedii Oskar (1967), w której bohater kreowany przez de Funèsa, doprowadzony do kresu nerwowej wytrzymałości, zaczyna „wydłużać” swój nos, jakby był on wykonany z plastycznej gumy, imituje na nim grę na skrzypcach, po czym puszcza go „dostając cios” w twarz. Jean-Jacques Jelot-Blanc mówił: „Był klaunem, z niesamowitą mimiką, którą kochają dzieci. Na przykład scena w Oskarze jest godna kreskówek Texa Avery’ego. Był mały, nerwowy; poprzez prawdziwość kreowanych przez siebie postaci, przemawiał do wielu pokoleń. Przede wszystkim jego wielką siłą była umiejętność zawładnięcia ekranem samym sobą”.

## Spuścizna
Uznawany jest, obok Bourvila i Fernandela, za najwybitniejszego komika w historii kinematografii francuskiej. Bywa także określany mianem króla tamtejszej komedii. Jean-Jacques Jelot-Blanc nazwał de Funèsa „prawdziwym komikiem”, zestawiając go obok takich artystów, jak Buster Keaton, Charlie Chaplin, Oliver Hardy i Stan Laurel.
5 stycznia 1971 otrzymał Medal Miasta Paryża. W 1984, rok po śmierci, przedsiębiorstwo Meilland, specjalizujące się w hodowli kwiatów, nazwało jedną z odmian uprawnej róży jego imieniem. W 1986 francuski pisarz Valère Novarina napisał w hołdzie dla niego sztukę Pour Louis de Funès, wystawianą w latach 80. i 90. w teatrach. W październiku 1998 francuska poczta uhonorowała de Funèsa, umieszczając jego podobiznę na znaczku pocztowym, wydanym w ramach cyklu poświęconego aktorom francuskiego kina (znaczek był dostępny w sprzedaży w latach 1998–1999).
4 kwietnia 2005 publiczna stacja telewizyjna France 2 opublikowała na swojej antenie ranking „100 najwybitniejszych Francuzów w historii”, gdzie Louis de Funès został sklasyfikowany na 17. pozycji.
W lipcu 2013 w Le Cellier (gdzie od 1975 na stałe mieszkał) otwarto muzeum poświęcone artyście Musée de Louis. W jego ufundowaniu pomogła gmina i rada Loary Atlantyckiej. Od kwietnia 2014 siedziba muzeum znajdowała się na zamku Clermont, dawnej rezydencji de Funèsa. 30 października 2016, z uwagi na brak funduszy, placówka została zamknięta. W ciągu trzech lat funkcjonowania muzeum przyciągnęło blisko 66 tys. turystów.
Magazyn kulturalny „Télérama” poświęcił w 2013 jeden ze swoich numerów pamięci de Funèsa. Od 2014 jedna z ulic w dzielnicy ZAC Beaujon (8. dzielnica Paryża) nosi nazwę alei Louisa de Funèsa. Aktor był inspiracją dla postaci Vladimira w animowanym filmie przygodowym Były sobie człowieki (2015, reż. Jamel Debbouze). W 2016 otwarto w Saint-Tropez Muzeum Żandarmerii i Kina, w którym znajdują się m.in. rekwizyty ze wszystkich części serii filmów o żandarmach oraz pomnik de Funèsa.
Latem 2017 w Nantes, w Salon des Floralies (położonym nieopodal Île de Versailles), odbyła się wystawa zgromadzonych muzealnych eksponatów poświęconych pamięci aktora. Figura woskowa, przedstawiająca de Funèsa w roli sierżanta Cruchota, znajduje się w paryskim Musée Grévin i Grévin Prague w Pradze. 31 lipca 2019, w 105. rocznicę urodzin de Funèsa, w miejscowości Saint-Raphaël otworzone zostało muzeum poświęcone aktorowi, w którym znajdują się m.in. rekwizyty filmowe, pamiątki, plakaty i zdjęcia.

## Odznaczenia
15 marca 1973, w uznaniu za „znaczący wkład w sztukę”, został odznaczony z rąk prezydenta Georges’a Pompidou Orderem Legii Honorowej w klasie Kawalera.